# Bellubrunnus
Bellubrunnus là một chi (có nghĩa là cái đẹp của Brun trong tiếng Latin) thằn lằn có cánh Rhamphorhynchidae từ cuối kỷ Jura (giai đoạn Kimmeridgia) ở miền nam nước Đức. Nó chứa một loài duy nhất, Bellubrunnus rothgaengeri. Bellubrunnus được phân biệt từ các rhamphorhynchidae khác bởi thiếu các chỗ nhô ra trên các đốt sống đuôi, ít răng ở hàm, và đầu cánh đường cong về phía trước chứ không phải là xuôi ngược như thằn lằn bay khác.

## Phát hiện

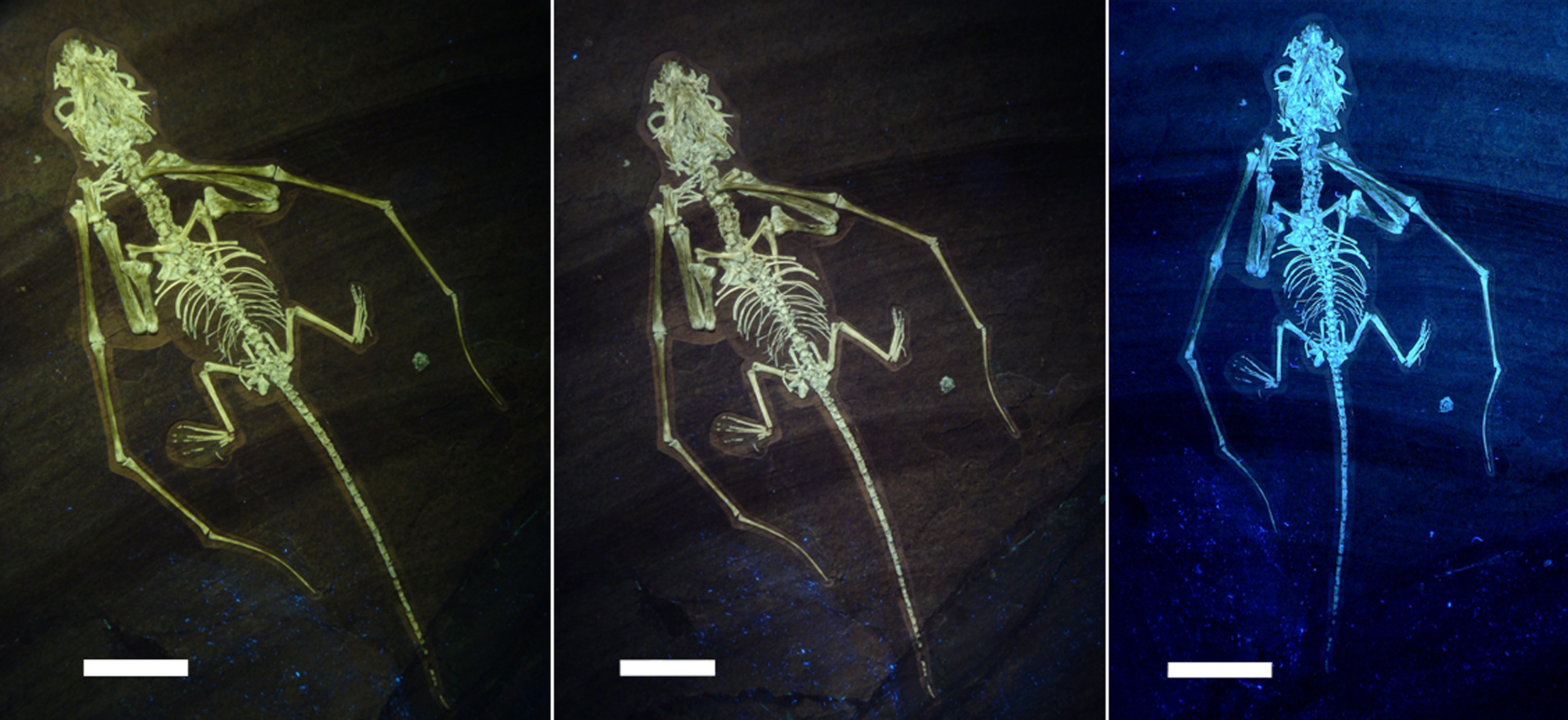
Holotype BSP–1993–XVIII–2 lit under multiple UV wavelengths

Bellubrunnus được biết đến từ một bộ xương khớp nối hoàn chỉnh được gọi là BSP-1993-XVIII-2. Nó được tìm thấy vào năm 2002 bởi một nhóm khai quật dẫn đầu bởi Monika Rothgaenger, trùng tên của loài. Nó được bảo quản dưới bụng, có nghĩa là mặt dưới của bộ xương có thể được nhìn thấy từ các phiến đá vôi. Mẫu vật được đặt trong Viện bảo tàng Bürgermeister-Müller, mặc dù nó được xếp vào mục lục cho Paläontologie Staatssammlung Bayerische für und historische. Nó đến từ một mỏ đá gần ngôi làng Brunn, Upper Palatinate, trong một lớp đá nằm dưới lớp đá vôi được biết đến nhiều hơn Solnhofen. Mỏ đá từ giai đoạn Kimmeridgian của thời kỳ cuối kỷ Jura, khoảng 155-150.000.000 năm trước đây. Tia cực tím chiếu sáng tiết lộ nhiều chi tiết của hóa thạch.